# Mike Card
Michael Mike Card, född 18 februari 1986 i Kitchener, Ontario, är en kanadensisk ishockeyspelare som för tillfället spelar för Tingsryds AIF i Hockeyallsvenskan.
Card draftades i den åttonde omgången, som 241:a totalt, av Buffalo Sabres i NHL Entry Draft 2004. Efter att ha flyttat från Kitchener till Abbotsford som ung spelade han i WHL med Kelowna Rockets. Efter att ha spelat fyra säsonger med Kelowna, med en Memorial Cup-vinst, gjorde Card sin professionella debut med Sabres AHL-lag Rochester Americans säsongen 2006-07. Han spelade fyra NHL-matcher med Sabres under samma säsong, utan att göra några poäng.
Card släpptes sedan som free agent efter att hans kontrakt löpt ut med Sabres och lämnade kort därefter för Tyskland och skrev på för DEL-klubben Kassel Huskies. Under säsongen gjorde han 25 poäng på 53 matcher. Efter att Huskies gått i konkurs i slutet av säsongen, skrev Card på ett tvåårskontrakt med Kölner Haie den 17 juli 2010. Efter en säsong lämnade han dock klubben och skrev på för den italienska Serie A-klubben Alleghe.
Inför säsongen 2012/2013 skrev Card på för svenska Tingsryds AIF i Hockeyallsvenskan. Efter att Tingsryd åkte ur Allsvenskan skrev Card den 18 juli 2013 på för DEL2-laget Heilbronner Falken.